# Asparagusna kiselina
Asparagusna kiselina,  je organosumporna karboksilna kiselina koja je prisutna u biljci asparagus. Ona može da bude metabolički prekurzor drugih mirisnih tiolnih jedinjenja. Biosintetičke studije su pokazale da je asparaginska kiselina izvedena iz izobuterne kiseline. Ova bezbojna čvrsta materija ima tačku topljenja od 75,7–76,5 °. Odgovarajući ditiol (t.klj. 59,5–60,5 °) je takođe poznat; i naziva se dihidroasparagusna kiselina ili dimerkaptoizobutirinska kiselina.